# Chambre de commerce et d'industrie de Strasbourg et du Bas-Rhin

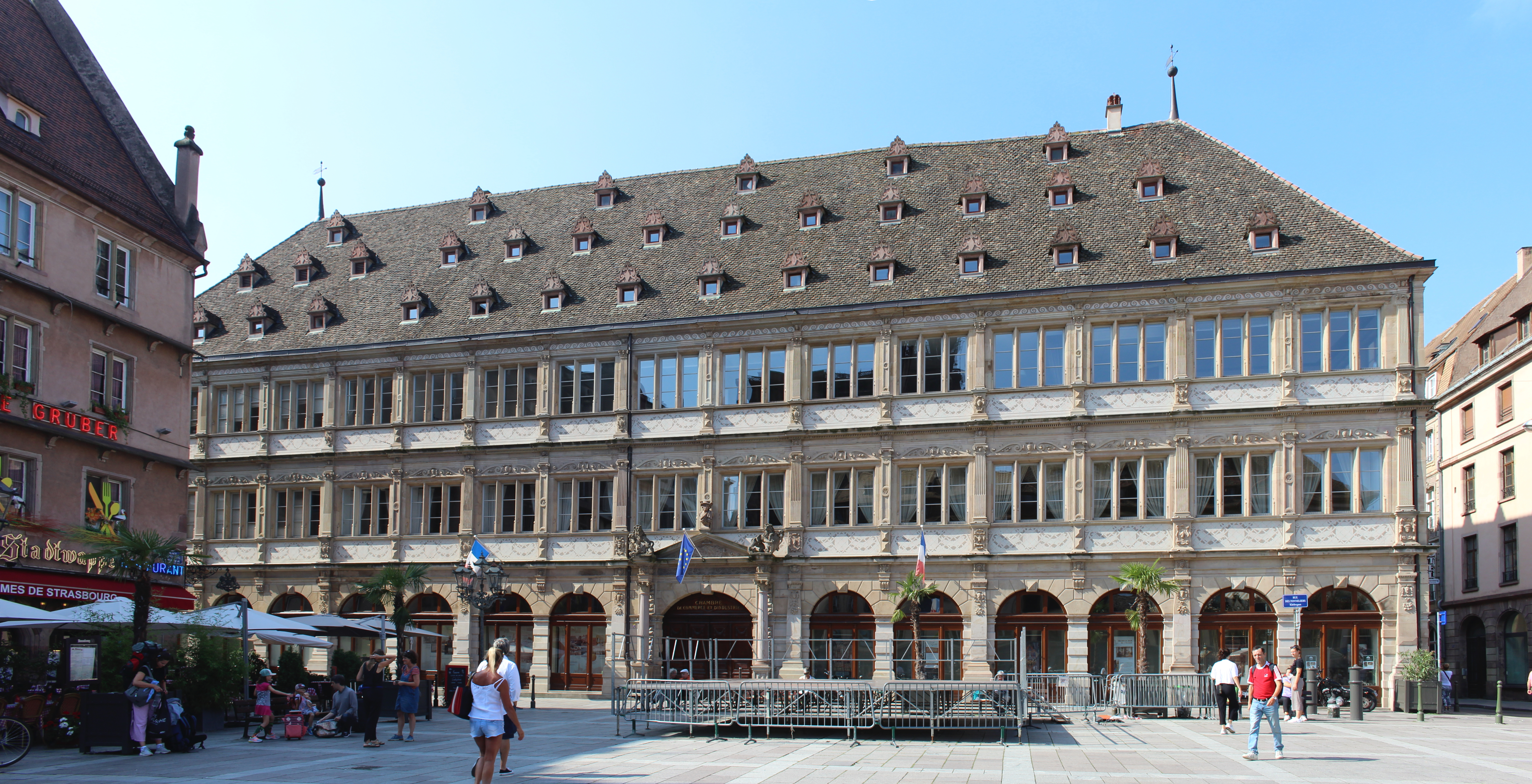
L'ancien siège de la chambre de commerce de Strasbourg

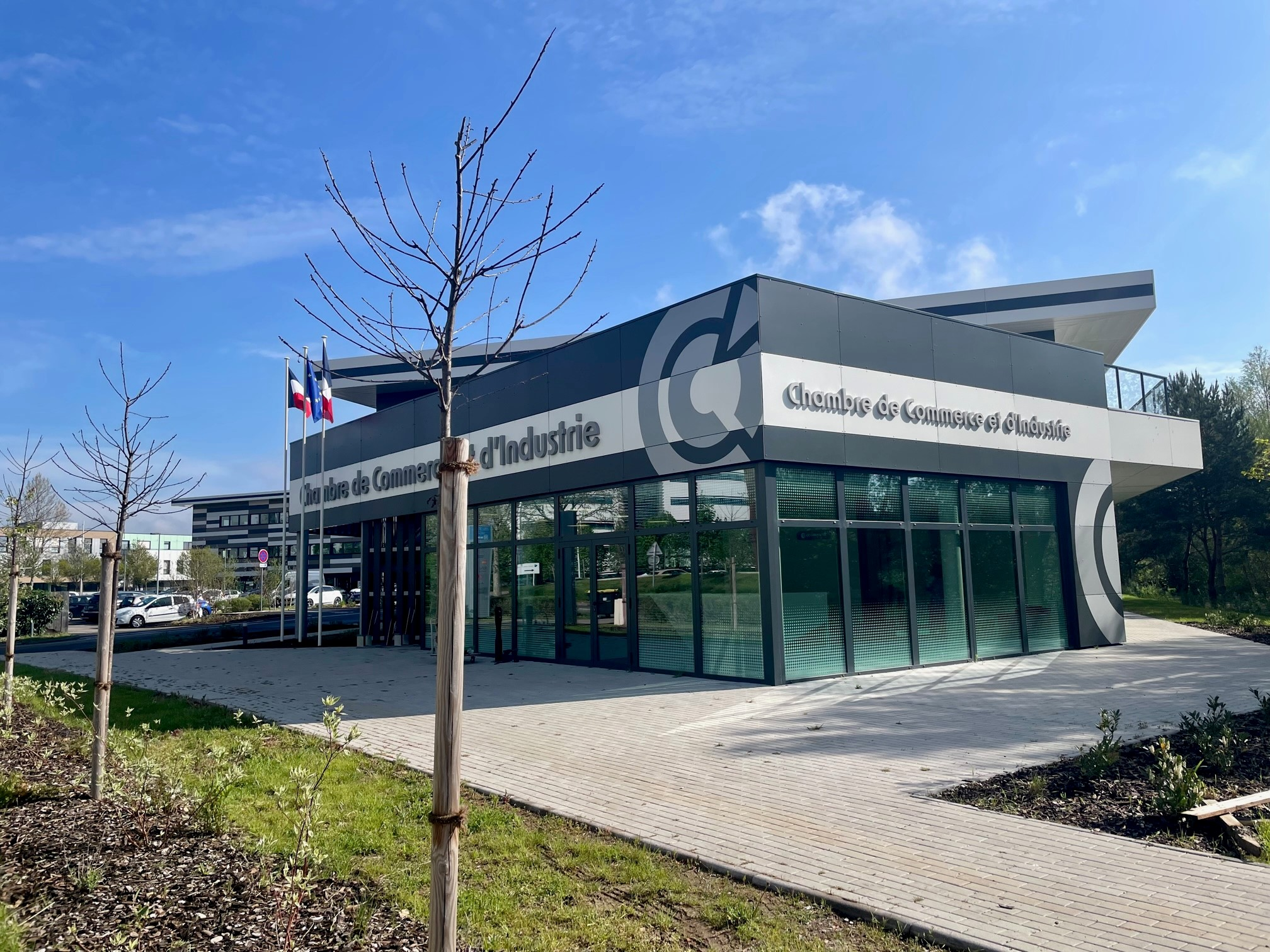
Le nouveau siège de la CCI Alsace Eurométropole à l'Espace Européen de l'Entreprise à Schiltigheim

La chambre de commerce et d'industrie de Strasbourg et du Bas-Rhin est l'ancienne dénomination de la Délégation de Strasbourg de la chambre de commerce et d'industrie du département du Bas-Rhin. Elle est installée à Schiltigheim au 14, rue de la Haye.
Elle fait partie de la CCI Alsace Eurométropole.

## Missions
À ce titre elle est un organisme chargé de représenter les intérêts des entreprises commerciales, industrielles et de service du Bas-Rhin et de leur apporter certains services. C'est un établissement public qui gère en outre des équipements au profit de ces entreprises.
Comme toutes les autres CCI de France, elle est placée sous la double tutelle du ministère de l'Industrie et du ministère des PME, du Commerce et de l'Artisanat.

### Service aux entreprises
- CCI Formalités, le centre de formalités des entreprises de la chambre de commerce et d'industrie
- Assistance technique au commerce
- Assistance technique à l'industrie
- Assistance technique aux entreprises de service
- Point A (apprentissage)

### Centres de formation
- CCI Campus Alsace, nouvelle dénomination du Pôle Formation de la CCI ;
- IECS - Institut d’enseignement commercial supérieur ;
- IFA - Institut de Formation par Alternance.

## Historique
- 1802 :  Création de la chambre de commerce de Strasbourg.

### Liste des Présidents
- 1803-1818 : Jean-Georges Schertz
- 1819-1831 : Georges Humann
- 1831-1838 : François-Charles Sauvage
- 1838-1839 : Jean-Conrad Sengenwald
- 1839-1845 : François-Charles Sauvage
- 1845-1848 : François Nebel
- 1848-1891 : Jules-Conrad Sengenwald
- 1891-1898 : Alfred Herrenschmidt
- 1898-1911 : Julius Schaller
- 1911-1918 : Carl Eissen
- 1918-1920 : Léon Ungemach
- 1920-1938 : Fernand Herrenschmidt
- 1938-1955 : Paul Jacquel
- 1955-1967 : Jean Wenger-Valentin
- 1968-1976 : Jean Prêcheur
- 1976-1991 : Roland Wagner
- 1991-2000 : Claude Danner
- 2000 : André Haasser
- 2000- : Richard Burgstahler

## Pour approfondir